# Freixo de Cima
Freixo de Cima é uma povoação portuguesa do Município de Amarante que foi sede da extinta Freguesia de Freixo de Cima, freguesia que tinha 2,96 km² de área e 2 203 habitantes (2011), e, por isso, uma densidade populacional de 744,3 hab/km².
A Freguesia de Freixo de Cima foi extinta em 2013, no âmbito de uma reforma administrativa nacional, tendo sido agregada à freguesia de Freixo de Baixo, para formar uma nova freguesia denominada União das Freguesias de Freixo de Cima e de Baixo da qual é sede.

## População
| População da freguesia de Freixo de Cima | População da freguesia de Freixo de Cima | População da freguesia de Freixo de Cima | População da freguesia de Freixo de Cima | População da freguesia de Freixo de Cima | População da freguesia de Freixo de Cima | População da freguesia de Freixo de Cima | População da freguesia de Freixo de Cima | População da freguesia de Freixo de Cima | População da freguesia de Freixo de Cima | População da freguesia de Freixo de Cima | População da freguesia de Freixo de Cima | População da freguesia de Freixo de Cima | População da freguesia de Freixo de Cima | População da freguesia de Freixo de Cima |
| ---------------------------------------- | ---------------------------------------- | ---------------------------------------- | ---------------------------------------- | ---------------------------------------- | ---------------------------------------- | ---------------------------------------- | ---------------------------------------- | ---------------------------------------- | ---------------------------------------- | ---------------------------------------- | ---------------------------------------- | ---------------------------------------- | ---------------------------------------- | ---------------------------------------- |
| 1864                                     | 1878                                     | 1890                                     | 1900                                     | 1911                                     | 1920                                     | 1930                                     | 1940                                     | 1950                                     | 1960                                     | 1970                                     | 1981                                     | 1991                                     | 2001                                     | 2011                                     |
| 551                                      | 598                                      | 650                                      | 680                                      | 806                                      | 841                                      | 816                                      | 974                                      | 1 108                                    | 1 331                                    | 1 536                                    | 1 720                                    | 1 927                                    | 2 196                                    | 2 203                                    |

| Distribuição da População por Grupos Etários | Distribuição da População por Grupos Etários | Distribuição da População por Grupos Etários | Distribuição da População por Grupos Etários | Distribuição da População por Grupos Etários | Distribuição da População por Grupos Etários | Distribuição da População por Grupos Etários | Distribuição da População por Grupos Etários | Distribuição da População por Grupos Etários | Distribuição da População por Grupos Etários |
| -------------------------------------------- | -------------------------------------------- | -------------------------------------------- | -------------------------------------------- | -------------------------------------------- | -------------------------------------------- | -------------------------------------------- | -------------------------------------------- | -------------------------------------------- | -------------------------------------------- |
| Ano                                          | 0-14 Anos                                    | 15-24 Anos                                   | 25-64 Anos                                   | > 65 Anos                                    |                                              | 0-14 Anos                                    | 15-24 Anos                                   | 25-64 Anos                                   | > 65 Anos                                    |
| 2001                                         | 425                                          | 417                                          | 1 155                                        | 199                                          |                                              | 19,4%                                        | 19,0%                                        | 52,6%                                        | 9,1%                                         |
| 2011                                         | 342                                          | 293                                          | 1 287                                        | 281                                          |                                              | 15,5%                                        | 13,3%                                        | 58,4%                                        | 12,8%                                        |